# Marcus Kennedy
Pour les articles homonymes, voir Kennedy.
Marcus Kennedy, né le 29 janvier 1967, à Highland Park, au Michigan, est un ancien joueur américain de basket-ball. Il évolue au poste d'ailier fort.

## Palmarès
- Joueur de l'année MAC 1991
- First-team All-MAC 1991
- Rookie de l'année CBA 1992
- All-CBA First Team 1992
- CBA All-Rookie First Team 1992